# El carreró dels miracles
El carreró dels miracles (àrab: زقاق المدق, Zuqāq al-Midaqq) és una novel·la publicada el 1947 escrita pel Premi Nobel egipci Naguib Mahfuz. És una de les creacions més conegudes d'aquest autor i mostra la realitat de la vida a un carreró d'Egipte als anys 40, en temps de la II Guerra Mundial i de desigualtat social.
En aquesta novel·la les històries dels diferents personatges es van entrellaçant al carreró, un món força tancat que es converteix en el vertader protagonista de la novel·la.

## Argument
El carreró dels miracles és una novel·la de Mahfuz que transcorre en ple centre de la capital al carreró El-Midaq, al Caire, al voltant d'una sèrie de personatges que hi viuen i hi treballen. Allà hi succeeixen una sèrie d'històries entrellaçades veient una realitat polièdrica formada per aspiracions, pobresa i conformitat, on flueixen els diferents sentiments i objectius de la vida dels personatges. Alguns només pensen a marxar del carreró a qualsevol preu, mentres que d'altres continuen dins d'aquesta bombolla sense tenir cap altra aspiració. També hi ha qui marxa i torna, i és que sembla que no es pugui escapar d'aquest microcosmos que genera un món propi dins de la ciutat del Caire.

## Personatges
- Hamida: És una noia jove del carreró que aspira a casar-se amb un home ric que li aporti la riquesa i els luxes que no es pot permetre allà. Somia contínuament amb poder escapar i canviar de vida, sent el personatge més ambiciós de la història, així com la més bella i orgullosa del carreró.
- Abbas: És un jove barber que està enamorat de la Hamida. És un personatge conformista amb el seu estil de vida i modest, però posteriorment decideix allistar-se a l'exèrcit per poder complir les aspiracions de riquesa de la seva estimada.
- Kirsha: És l'amo del cafè del carreró. Té tendència a fumar haixix i a mantenir relacions homosexuals, ambdós hàbits són vistos com a vicis per la seva comunitat.
- Husain Kirsha: És el fill del Kirsha. S'allista a l'exèrcit amb l'esperança de poder escapar de carreró, el qual avorreix, i poder mantenir una vida similar als anglesos, prenent nous costums i deixant enrere els seus.
- Salim Alwan: És l'amo del basar, l'únic amb poder adquisitiu i, tot i no viure-hi, passa molt de temps al carreró. És un personatge una mica antipàtic, que busca només la continuïtat del seu negoci i que somia en secret amb casar-se amb la jove Hamida.
- Radwan Husaini: És un home molt religiós, a qui tots al carreró acudeixen quan tenen dubtes o conflictes. És la figura que representa la religiositat en aquesta comunitat.
- Senyora Afifi: És la dona propietària d'un immoble del carreró, que aspira a casar-se amb un home més jove que ella, renunciant a part de la seva riquesa per poder aconseguir-ho.
- Oncle Kamil: És el propietari de la botiga de llaminadures. És un home senzill i alegre a qui tenen molta estima els altres habitants.
- Umm Hamida: És la mare adoptiva de la Hamida, i es dedica a fer de matrimoniera dels altres personatges del carreró.
- Yaada i Husniya: En Yaada es el forner del carreró, amic del barber que té la perruqueria davant del forn de pa, i la Husniya és la seva dona. Contínuament s'estan barallant pero al final no poden viure l'un sense l'altre.
- Zaita: Es dedica a fabricar captaires professionals, mitjançant les deformacions dels cossos -i altres mètodes- dels seus clients. Aquests després li hauran de donar la seva part, de manera que viu de les rendes que li paguen els captaires que ha “creat”. El doctor Bushi és qui el recomana moltes vegades. Viu en un quartet petit i fosc a la casa dels forners.
- Doctor Bushi: No ha estudiat odontologia pero és el dentista del carreró. Tothom el crida perquè té bons preus en la col·locació d'implants d'or, ja que els aconsegueix robant les peces dentals dels morts al cementiri.
- Xeic Darwish: En el passat havia sigut funcionari i professor d'anglès, per això les poques vegades que es pronuncia ho fa amb paraules en anglès i deletrejant-les. Va abandonar la seva casa i la seva família per viure de la gràcia de Déu degut a una serie de problemes que li van succeir i el van obligar a deixar el seu estil de vida i la seva classe social. Es passa els dies al café de Kirsha.
- Ibrahim Faraj: És un proxeneta que enganya la Hamida i la convenç perquè abandoni el carreró i marxi amb ell, prometent-li una vida plena de luxes sense especificar quines serien les seves condicions.
- Sanker: És el cambrer del cafè de Kirsha.

## Context social de l'obra
En aquesta obra podem observar clarament dos tipus de dones. D'una banda, està la dona tradicional de la qual s'espera que es casi, tingui fills i tingui cura de la llar. Quan una dona no desitja això a la seva vida i se surt del cànon establert, no li queda cap més opció que prendre la via de la prostitució per a poder tenir la llibertat que vol. Aquest és el cas de la Hamida, qui no vol seguir el model típic de dona casada i acaba recorrent a Ibrahim Faraj per a poder alliberar-se i aconseguir els luxes que desitja.
En aquest context social està molt present la religió i les qüestions morals en la quotidianitat dels personatges, fent de la religió un estil de vida. Recorren a la fe en moltes ocasions per justificar els seus actes. Al mateix temps, la pobresa i la classe social en la qual viuen determinen la manera de prendre les decisions.

## Adaptació cinematogràfica
Hi ha una adaptació cinematogràfica d'aquesta novel·la estrenada en 1995 dirigida per Jorge Fons i protagonitzada per Salma Hayek. En contrast amb la novel·la que està situada al Caire, aquesta pel·lícula està gravada a Ciutat de Mèxic. Entre els canvis que s'observen en l'adaptació, està també la substitució dels noms dels personatges, per adaptar-los a un context no àrab. Un exemple és la Hamida, que en la versió cinematogràfica apareix com la Alma. Ha rebut diversos premis, sent el Premi Goya a la Millor Pel·lícula Estrangera en Llengua espanyola un d'ells, en 1996.